# 斯滕貝格峰
斯滕貝格峰（英語：Sternberg Peak）是南極洲的山峰，位於奧次地，處於蘭德峰東北面5公里，屬於不列顛嶺的一部分，海拔高度約1,300米，現時由南極條約體系管理。